# Fosfoserina
Fosfoserina (abreviada na literatura em inglês como SEP, de serine ester phosphoric, ou J) é um éster de serina e ácido fosfórico. Fosfoserina é um componente de muitas proteínas como resultado de modificações pós-traducionaiss. A fosforilação do grupo funcional álcool em serina para produzir fosfoserina é catalisada por vários tipos de quinases. Através do uso de tecnologias que utilizam um código genético expandido, fosfoserina também pode ser incorporada em proteínas durante a tradução.
É um metabólito normal encontrado em biofluidos humanos.
Fosfoserina tem três potenciais sítios de coordenação (carboxila, amina e grupo fosfato). Determinação do modo de coordenação entre ligantes fosforilados e íons metálicos que ocorrem em um organismo é um primeiro passo para explicar a função da fosfoserina em processos bioinorgânicos.